# Roel Valkenborgh
Roel Valkenborgh est un handballeur belge né le 15 novembre 1988. Il évolue au poste d'arrière au Achilles Bocholt. Il porte le numéro 15.

## Carrière
Roel Valkenborgh a commencé le handball au Sporting Neerpelt en Belgique.
Avec le Sporting Neerpelt, important club belge, il débuta en 2006 avec l'équipe première où il s'adapte très vite puisqu'à 19 ans seulement, en 2007, il reçoit la distinction de Meilleur handballeur de l'année URBH.
Il connut également avec son club la division 1, les compétitions européennes et la BeNe Liga ou BeNeLux Liga ainsi que la Coupe de Belgique mais il connut également la fusion entre son club et le HCA Lommel qui ne changea pratiquement rien, mise à part le nom du club qui devient le Sporting Neerpelt-Lommel ou Sporting NeLo.
En 2013, il quitte son club formateur et rejoint l'Achilles Bocholt avec lequel, il remporte son premier titre, la Coupe de Belgique où il inscrit 15 goals.

## Palmarès
- Coupe de Belgique de handball (2015)